# Terror Branco (Taiwan)
Em Taiwan, o Terror Branco (chinês: 白色恐怖, pinyin: báisè kǒngbù) foi a supressão de dissidentes políticos após o Incidente de 28 de Fevereiro.
O período de lei marcial durou 38 anos e 57 dias de 19 de maio de 1949 a 15 de julho de 1987.  O período de lei marcial de Taiwan havia sido o mais longo período de lei marcial no mundo no momento em que foi levantado, mas desde então tem sido superado pela lei marcial de meio século síria, que durou de 1963 a 2011. 

## Período
O termo "Terror Branco" em seu sentido mais amplo refere-se a todo o período de 1947 a 1987.   Cerca de 140.000 taiwaneses foram presos durante este período, dos quais aproximadamente de 3.000 a 4.000 foram executados, por sua oposição real ou aparente ao governo do Kuomintang liderado por Chiang Kai-shek.  A maior parte dos processos reais, no entanto, ocorreu entre 1950 e 1952. A maioria daqueles processados foram marcados pelo Kuomintang como "espiões de bandidos" (匪諜), significando espiões para os comunistas chineses, e punidos como tal.
O Kuomintang aprisionou sobretudo a elite intelectual e social de Taiwan por medo de que estes pudessem resistir ao governo do Kuomintang ou simpatizar com o comunismo.  Por exemplo, a Liga Formosana para a Emancipação foi um grupo independentista taiwanês que o Kuomintang acreditava estar sob controle comunista o que conduziria a prisão de seus membros em 1950. O Mundo Unido dos Formosanos pela Independência foi perseguido por razões semelhantes. No entanto, outros processos não teriam essa fundamentação clara; em 1968 Bo Yang foi preso por sua escolha de palavras ao traduzir uma tirinha do Popeye.  Muitos dos chineses continentais que sobreviveram ao Terror Branco em Taiwan, como Bo Yang e Li Ao, passaram a promover a democratização de Taiwan e a reforma do Kuomintang. Em 1969, o futuro presidente Lee Teng-hui foi detido e interrogado durante mais de uma semana pelo Comando da Guarnição de Taiwan que exigia saber sobre suas "atividades comunistas" e informaram que "matá-lo neste momento é tão fácil do que esmagar uma formiga até a morte". Três anos mais tarde, ele seria convidado a integrar o gabinete de Chiang Ching-kuo. 
O medo de discutir o Terror Branco e o Incidente de 28 de Fevereiro diminuiria gradualmente com a suspensão da lei marcial em 1987, o que culminou com a criação de um memorial público oficial e um pedido de desculpas pelo presidente Lee Teng-hui em 1995. Em 2008, o presidente Ma Ying-jeou dirigiu uma cerimônia para o Terror Branco em Taipei. Ma pediu desculpas às vítimas e seus familiares em nome do governo e expressou a esperança de que Taiwan não voltaria a experimentar uma tragédia similar. 